# Revolver High Standard
Les revolvers High Standard, aussi orthographié Hi-Standard, sont une série de modèles produits par la High Standard Manufacturing Company (en) entre 1955 et les années 1980.

## Principaux modèles
Tous les modèles utilisent des munitions de type .22 LR, sauf les modèles Sentinel Mark I à IV qui ont un calibre .357 Magnum ou .22 Magnum. De même, tous les barillets contiennent 9 cartouches, sauf trois modèles Sentinel Mark qui en contiennent 6. Ils fonctionnent sur un principe de double action.

### Sentinel
21 variantes de ce revolver sont produites. La taille du canon va de 6 cm (2.375 pouces) pour les modèles Sentinel Snub et les Colored Sentinels, jusqu'à 15,2 cm (6 pouces) pour les modèles Sentinel Deluxe et Sentinel Imperial.

### Double-Nine
- Canon : 14 cm (5,5 pouces)

### Hombre
Canon : 10,2 ou 11,4 cm (4 ou 4,5 pouces)

### Durango
Canon : 11,4 ou 14 cm (4,5 ou 5,5 pouces)

### Longhorn
Canon : 24,1 cm (9,5 pouces)